# 세이브 (프로게이머)
세이브(본명: 백영진, 1993년 7월 6일 ~ )는 대한민국의 전직 리그 오브 레전드 프로게이머이다. 선수 시절 아이디는 Save이며 포지션은 탑 라이너였다.

## 선수 시절
2013년 3월, 나진 화이트 실드에 입단하면서 프로 커리어를 시작했다. 입단 당시에는 미드라이너로 활동했다. 서머 시즌을 앞두고 탑으로 포지션을 변경했다. 서머 시즌 좋은 모습을 보여주었다.
2014 스프링 시즌에서는 좋은 모습을 보여주면서 팀의 준우승에 기여했다. 서머 시즌에서는 챔피언스에서 조기에 탈락했지만 NLB에서 4강에 올랐다. 롤드컵 선발전을 통해서 롤드컵 진출에 성공했다. 리그 오브 레전드 월드 챔피언십 2014에서는 좋지 않은 모습을 보여주었다.
2015시즌을 앞두고 인빅투스 게이밍에 입단했다. 하지만 카카오, 루키가 영입되면서 외국인 출전 제한으로 인해 자주 출전을 하지 못했다. 이후 2팀인 영 글로리에서 활동했다.
2016시즌을 앞두고 다시 인빅투스 게이밍으로 자리를 옮겼다.
2017년 5월, 팀에서 퇴단했으며 이후 은퇴했다.

## 소속팀
| # | 팀명             | 소속 기간             | 소속 리그 | 비고 |
| - | ---------------- | --------------------- | --------- | ---- |
| 1 | 나진 화이트 실드 | 2013.03.25~2014.12.01 | LCK       |      |
| 2 | 인빅투스 게이밍  | 2014.12.01~2015.01.02 | LPL       |      |
| 3 | 영 글로리        | 2015.01.02~2016.04    | LSPL      |      |
| 4 | 인빅투스 게이밍  | 2016.06.22~2017.05    | LPL       |      |

## 수상 내역
- 이엠텍 나이스게임TV 리그 오브 레전드 배틀 스프링 2013 준우승
- 리그 오브 레전드 챔피언스 스프링 2014 준우승
- 리그 오브 레전드 월드 챔피언십 2014 8강